# Ван Хоренбек, Алек
Алек ван Хоренбек (нидерл. Alec Van Hoorenbeeck; род. 30 декабря 1998, Бельгия) — бельгийский футболист, защитник клуба «Твенте».

## Клубная карьера
Ван Хоренбек — воспитанник клубов «Контич», «Беерсхот» и «Мехелен». 24 августа 2019 года в матче против «Остенде» он дебютировал в Жюпиле лиге в составе последнего. В начале 2020 года Алек на правах аренды выступал за «Хейст». Летом того же года ван Хоренбек был арендован нидерландским «Хелмонд Спорт». 29 августа в матче против ТОП Осс он дебютировал в Эрстедивизи. 6 октября в поединке против «Камбюра» Алек забил свой первый гол за «Хелмонд Спорт».
Летом 2023 года ван Хоренбек на правах аренды перешёл в «Твенте». 3 сентября в матче против «Волендама» он дебютировал в Эредивизи.